# Biểu tình cầu Tứ Thông Bắc Kinh
Biểu tình cầu Tứ Thông Bắc Kinh là một cuộc biểu tình chính trị tại Cộng hòa Nhân dân Trung Hoa trong thời gian chuẩn bị cho Đại hội Đại biểu toàn quốc lần thứ 20 của Đảng Cộng sản Trung Quốc (ĐCSTQ). Vào sáng ngày 13 tháng 10 năm 2022, một người biểu tình đã xuống đường phản đối chủ nghĩa sùng bái cá nhân, chế độ độc đài, vi phạm nhân quyền, tăng cường kiểm duyệt và thực thi chính sách Zero-COVID của Tổng Bí thư Đảng Cộng sản Trung Quốc Tập Cận Bình bằng cách treo biểu ngữ và đốt lốp xe ở trên cầu Tứ Thông (tiếng Trung: 四通桥; bính âm: Sìtōng Qiáo) ở quận Hải Điến, thành phố Bắc Kinh.
Danh tính của người biểu tình chưa được xác nhận nhưng anh ta được gọi danh là Bridge Man hoặc Banner Man tương tự Tank Man. Sự kiện được coi là một phong trào phản kháng hiếm hoi ở Bắc Kinh sau sự kiện ngày 4 tháng 6 và những khẩu hiệu tương tự đã xuất hiện trong các cuộc biểu tình giấy trắng nổ ra một tháng sau đó.

## Bối cảnh
Các cuộc biểu tình diễn ra thường xuyên ở Trung Quốc vào những năm 2000, với 180.000 cuộc biểu tình diễn ra vào năm 2010 theo giáo sư xã hội học Sun Liping tại Đại học Thanh Hoa.
Cuộc biểu tình được diễn ra nhằm phản đối Tập Cận Bình và các chính sách của ông rất ít xảy ra, đặc biệt là vài ngày trước khi bắt đầu Đại hội toàn quốc của ĐCSTQ, giai đoạn mà chính quyền áp đặt sự kiểm soát cực kỳ chặt chẽ đối với các cuộc biểu tình và bất đồng chính kiến. Nhiều người kỳ vọng rằng sự cai trị của ông Tập cho nhiệm kỳ thứ ba chưa từng có sẽ tiếp tục được củng cố tại Đại hội.

## Biểu tình
Chúng tôi không muốn xét nghiệm axit nucleic, chúng tôi muốn có thức ăn; 

Chúng tôi không muốn phong tỏa, chúng tôi muốn tự do; 

Chúng tôi không muốn dối trá, chúng tôi muốn nhân phẩm; 

Chúng tôi không muốn Cách mạng văn hóa, chúng tôi muốn cải cách; 

Chúng tôi không muốn các nhà lãnh đạo (độc tài), chúng tôi muốn bầu cử;

Chúng tôi không muốn làm nô lệ, chúng tôi muốn làm công dân.

(不要核酸要吃饭  不要封控要自由  不要谎言要尊严
不要文革要改革  不要领袖要选票  不做奴才做公民)
Hãy đình công ở trường và nơi làm việc, loại bỏ nhà độc tài và kẻ phản quốc Tập Cận Bình!

Đứng lên! Những người không muốn làm nô lệ! Phản đối chế độ độc tài. Phản đối chủ nghĩa độc tài. Cứu Trung Quốc, mỗi người mỗi lá phiếu để bầu chủ tịch!!!

(罢课罢工罢免独裁国贼习近平
起来不愿意做奴隶的人们！  反独裁反专制救中国  一人一票选主席！！！)
Tôi muốn ăn. Tôi muốn được tự do. Tôi muốn bầu cử.
Không học đi. Không công việc. Hãy loại bỏ nhà độc tài Tập Cận Bình! 
(要吃饭，要自由，要选票！
罢课，罢工，罢免独裁国贼习近平！)
Cuộc biểu tình được tổ chức vào ngày 13 tháng 10, trên cầu Tứ Thông bởi một người biểu tình đơn lẻ. Người biểu tình đã cải trang thành công nhân xây dựng bằng cách mặc áo màu cam và đội mũ bảo hiểm màu vàng, đặt hai biểu ngữ trên cầu và đốt lốp xe để tạo ra khói thu hút sự chú ý. Sau đó, liên tục hô vang qua loa, "Hãy đình công ở trường học và nơi làm việc, loại bỏ nhà độc tài và kẻ phản quốc Tập Cận Bình! Chúng tôi muốn ăn, chúng tôi muốn tự do, chúng tôi muốn bầu cử!" Người này sau đó sớm bị lực lượng cảnh sát bắt giữ.
Danh tính của người biểu tình chưa được xác nhận, mặc dù một số người tin rằng anh là một nhà vật lý hàn lâm và đã tràn vào tài khoản Twitter của người này để ca ngợi. The Wall Street Journal và Đài Á Châu Tự Do đã đăng tải nhiều nhà hoạt động dân chủ tin rằng người biểu tình là Peng Lifa, còn được gọi là Peng Zaizhou, một người đam mê vật lý, 48 tuổi.
Các chủ đề biểu ngữ phản đối bao gồm sự sùng bái cá nhân, chế độ độc tài và toàn trị của Tập Cận Bình, vi phạm nhân quyền, tăng cường kiểm duyệt, việc Tập Cận Bình tái đắc cử mặc dù không tuân thủ giới hạn nhiệm kỳ, Cách mạng Văn hóa, việc thực hiện chính sách "Zero-COVID" và làm việc quá sức.

## Phản ứng

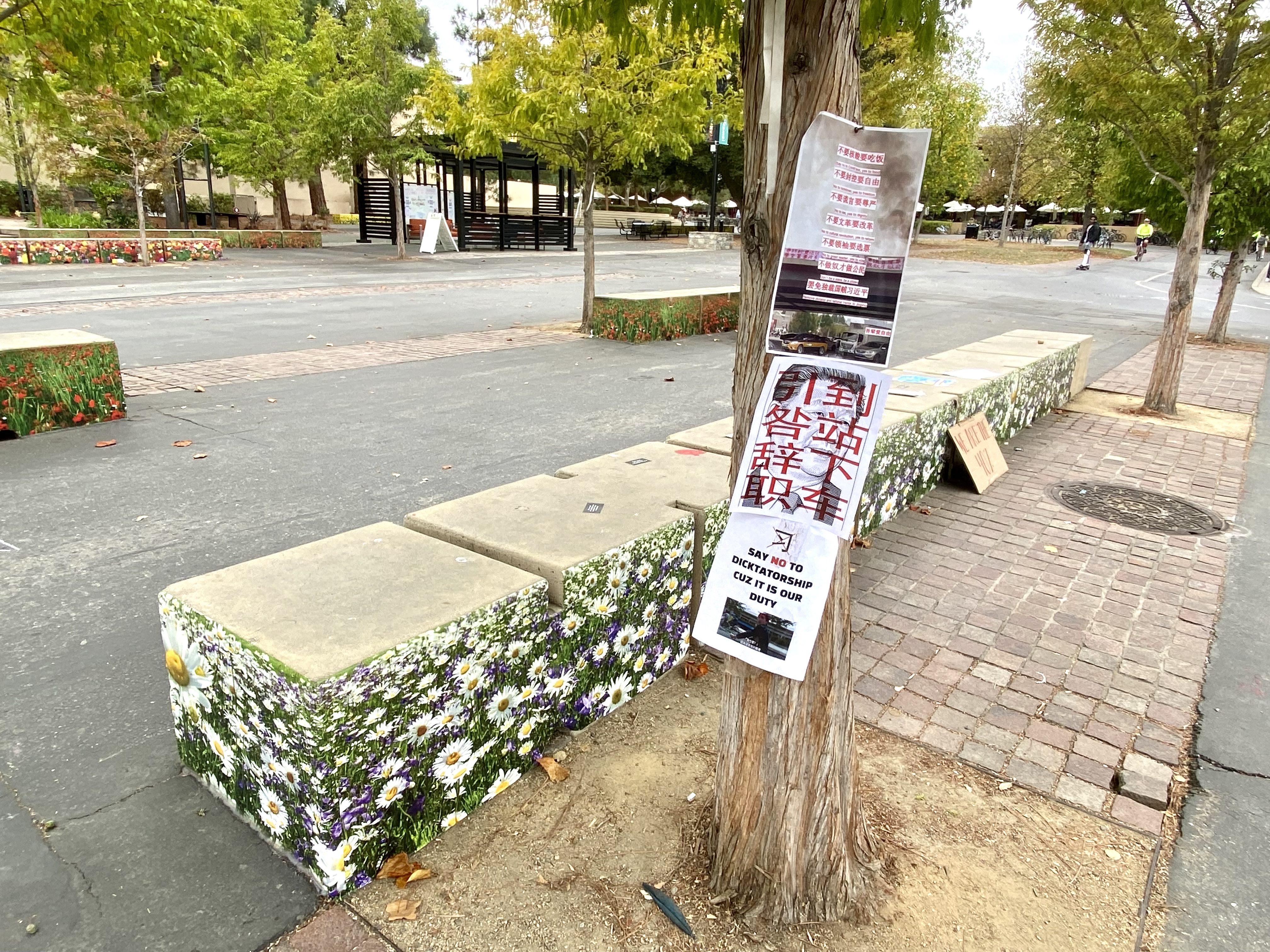
Những tờ rơi chống Tập Cận Bình ở Đại học Stanford để đoàn kết với cuộc biểu tình ở cầu Tứ Thông

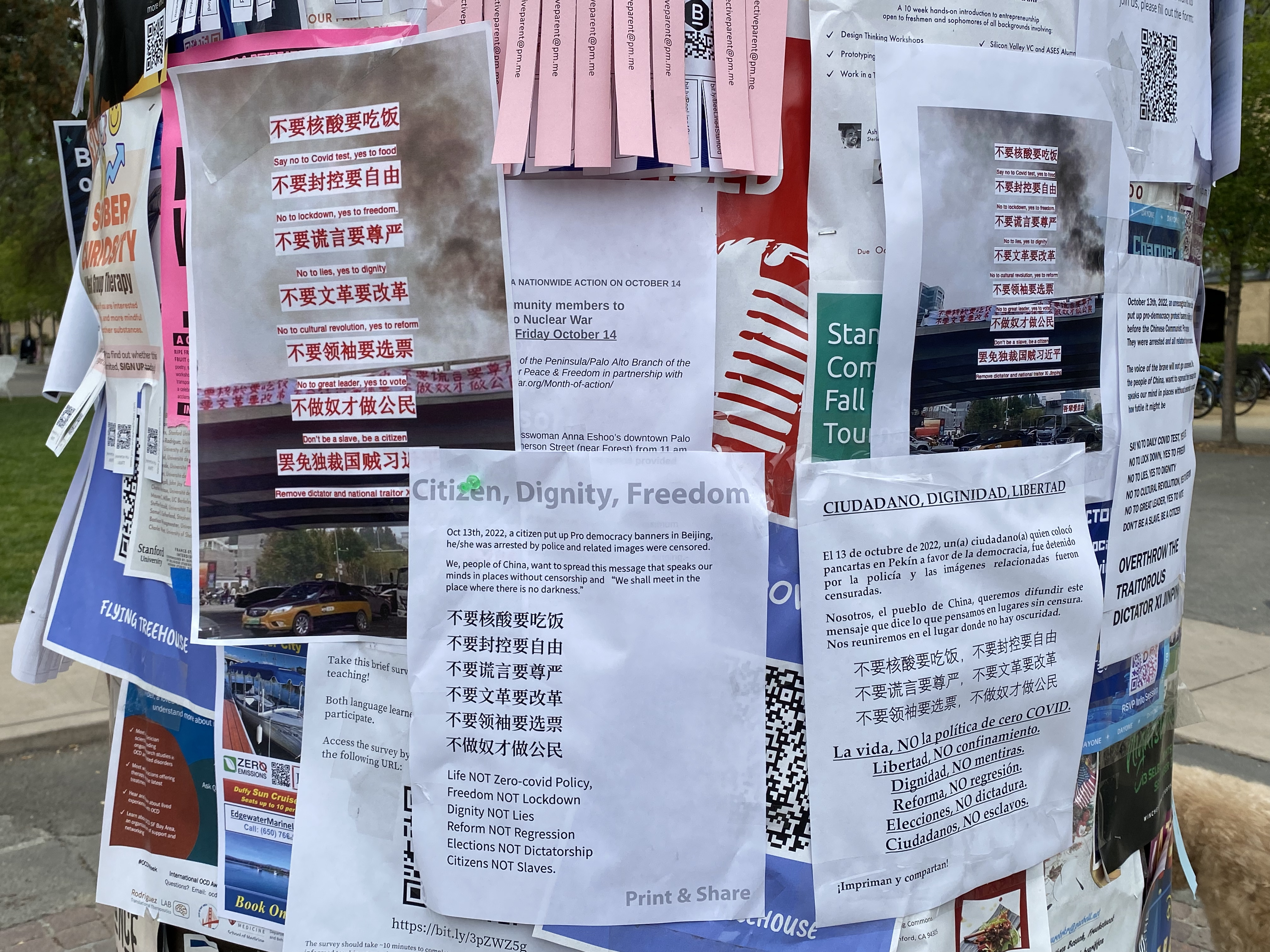
Những tờ rơi chống Tập Cận Bình ở Đại học Stanford để đoàn kết với cuộc biểu tình ở cầu Tứ Thông

Hành động của người đàn ông này được BBC News mô tả là "một trong những hành động phản đối quan trọng nhất của Trung Quốc dưới thời ông Tập".
Đáp lại cuộc biểu tình, nhiều bức ảnh được lan truyền trên Twitter về các áp phích thể hiện tình đoàn kết với người biểu tình và các khẩu hiệu lên án Tập Cận Bình từ khuôn viên của nhiều trường đại học ở Hoa Kỳ, Vương quốc Anh, Canada, Hà Lan và Hàn Quốc. Những khẩu hiệu phản đối tương tự sau đó đã xuất hiện dưới dạng graffiti ở các thành phố khác ở Trung Quốc và thông qua AirDrop. Những bức tranh vẽ về người đàn ông cũng được lan truyền rộng rãi trên các nền tảng trực tuyến.
Hình ảnh và video về cuộc biểu tình đã bị kiểm duyệt bởi hệ thống kiểm duyệt internet của Trung Quốc. Một số cá nhân đăng lại video hoặc hình ảnh về cuộc biểu tình cũng đã bị bắt. Chính quyền Trung Quốc cũng đã kiểm duyệt các thuật ngữ có thể dẫn người dân đến biểu tình, bao gồm "cầu Tứ Thông" và "người dũng cảm", tờ Bloomberg News đăng tải những từ như "can đảm", "cây cầu" và thậm chí "Bắc Kinh" cũng bị kiểm duyệt.

Vài tháng sau, Apple đã phát hành bản cập nhật iOS liên quan đến AirDrop ở chế độ "Mọi người" trong hơn 10 phút mỗi lần cho người dùng ở Trung Quốc (sau đó, nó trở lại chế độ yêu cầu người gửi phải có trong danh sách liên hệ của người nhận). Apple tuyên bố công khai rằng điều này nhằm giúp giảm bớt những hình ảnh không mong muốn và tính năng này sẽ có sẵn bên ngoài Trung Quốc vào một ngày sau đó. Bloomberg News cho rằng sự thay đổi này được thực hiện theo yêu cầu của chính phủ Trung Quốc.